# Alberto Roda
Alberto Roda (Torino, 16 agosto 1894 – 1980) è stato un generale italiano, veterano della prima guerra mondiale, dove fu decorato di Medaglia d'argento al valor militare per i coraggio dimostrato in combattimento sul Monte Cucco nel 1917. Fatto prigioniero dai tedeschi dopo l'esito infausto della battaglia di Caporetto, rientrò in italia nel gennaio 1919. Tra le due guerre mondiali fu Addetto militare presso le Ambasciate del Regno d'Italia di Madrid, (Spagna), Lisbona (Portogallo), e Praga (Cecoslovacchia). stato un generale di corpo d'armata italiano. Dopo l'entrata in guerra del Regno d'Italia, l'11 settembre 1940 fu assegnato in servizio presso la Commissione Italiana d'Armistizio con la Francia (CIAF) (11 settembre 1940-25 settembre 1942). Trasferito in Libia dal 26 settembre 1942, fu dapprima assegnato al Delease, per incarichi speciali, assumendo quindi il comando dell'artiglieria del XX Corpo d'armata (6 ottobre 1942-13 maggio 1943), combattendo in Libia e Tunisia. Fatto prigioniero, fu liberato nel corso del novembre 1944, venendo assegnato allo Stato Maggiore Generale e decorato con la Croce di Cavaliere dell'Ordine militare di Savoia. Dopo la fine della guerra ricoprì l'incarico di Addetto militare presso l'Ambasciata d'Italia a Berna, in Svizzera, rimanendovi sino al 1949. Fu poi comandante della Divisione fanteria "Granatieri di Sardegna", e promosso generale di corpo d'armata fu Consigliere militare del Presidente della Repubblica Giovanni Gronchi (11 maggio 1955-30 novembre 1957) oltre che Capo dell'Ufficio affari militari (11 maggio 1955-27 febbraio 1957), e Capo del Servizio affari militari (28 febbraio 1957-30 novembre 1957).

## Biografia
Nacque a Torino il 16 agosto 1894. Arruolatosi nel Regio Esercito, nel 1913 entrò come allievo nella Regia Accademia Militare di Artiglieria e Genio di Torino, da cui uscì con il grado di sottotenente, assegnato all'arma di artiglieria, il 21 marzo 1915.
Partecipò alla prima guerra mondiale, comandando la 59ª Batteria del 3º Reggimento artiglieria da montagna nel giugno 1915 nell'altipiano di Asiago, distinguendosi nella battaglia del Basson.
Promosso tenente il 15 febbraio 1916, passò al comando della 58ª Batteria someggiata nel giugno dello stesso anno distinguendosi nella battaglia degli Altipiani, in quella di Gorizia e sul Carso fino al gennaio 1917, ottenendo la promozione a capitano per merito di guerra.
Passato al comando della 51ª Batteria da montagna partecipò alla battaglia della Bainsizza, nella quale, il 21 agosto 1917, fu ferito al capo nei pressi del cimitero di Palyevo, venendo decorato con una Medaglia d'argento al valor militare.
Il 25 ottobre 1917, Al comando della 15ª batteria da montagna, il 25 ottobre 1917, nel corso della battaglia di Caporetto fu fatto prigioniero mentre partecipava alla difesa della Valle Uccea. Dato inizialmente per disperso a Dogna dalle autorità militari italiane, e presumibilmente morto, fu trasferito e rinchiuso nel campo di concentramento di Celle (in località Scheuen, presso la città di Celle, Germania).  Rimpatriato dalla prigionia in Germania nel corso del gennaio 1919,  passò quindi a disposizione del Ministero della guerra a Roma, assegnato al corpo automobilistico. Come allievo frequentò, dal 15 settembre 1920, le Scuole di applicazione di artiglieria e poi di guerra sino al 1924.
Dal 1º gennaio 1925 fu capitano in servizio permanente effettivo in forza al 3º Reggimento artiglieria da montagna, ma di fatto assegnato all'Ufficio operazioni dello stato maggiore del Regio Esercito e, dal 1º maggio 1927, trasferito d'autorità al 1º Reggimento artiglieria da montagna, come maggiore comandante del gruppo artiglieria alpina "Aosta".
Nel 1929 fu assegnato al servizio di Stato maggiore e, promosso tenente colonnello, fu in servizio presso il Gabinetto del Ministro della guerra e dal 10 ottobre 1932 fu nominato Addetto militare presso l'Ambasciata d'Italia a Madrid, Spagna (accreditato anche per la regia legazione di Lisbona, Portogallo) rimanendovi sino al 4 settembre 1934.  Il 1º novembre dello stesso anno divenne Addetto militare presso l'Ambasciata d'Italia a Praga,  conseguendo nel frattempo anche la promozione a colonnello, avvenuta il 1º luglio 1937.
Il 1º novembre dello stesso anno assunse il comando del 5º Reggimento artiglieria per divisione di fanteria a Torino per due anni e, dal 20 novembre 1939, fu a disposizione del Corpo d'armata di Torino per incarichi speciali.
Dal 10 gennaio 1940 fu assegnato in servizio presso il comando della 7ª Divisione fanteria "Lupi di Toscana", in qualità di Capo di stato maggiore.
Dopo l'entrata in guerra del Regno d'Italia, l'11 settembre 1940 fu assegnato in servizio presso la Commissione Italiana d'Armistizio con la Francia (CIAF), dove rimase anche dopo la promozione a generale di brigata avvenuta il 1º gennaio 1942.
Trasferito in Libia dal 26 settembre 1942, fu dapprima assegnato al Delease, per incarichi speciali, e poi, dal 6 ottobre, sostituì il generale Michelangelo Nicolini come comandante dell'artiglieria del XX Corpo d'armata nel corso della Seconda battaglia di El Alamein (23 ottobre - 4 novembre 1942) e durante il successivo ripiegamento sino alla Tunisia. Partecipò alle battaglie di Buerat, Zanzur, del Mareth, di Akarit e Enfidanville, venendo infine catturato dagli inglesi il 13 maggio 1943.
Trasferito da questi agli americani, fu tradotto e rinchiuso nel campo di Monticello in Arkansas. Fu rimpatriato nel novembre 1944 per essere assegnato allo Stato Maggiore Generale, retto dal Maresciallo d'Italia Giovanni Messe. Dopo la fine della guerra ricoprì l'incarico di Addetto militare presso l'Ambasciata d'Italia a Berna, in Svizzera, rimanendovi sino al 1949.
Promosso generale di divisione fu al comando della Divisione fanteria "Granatieri di Sardegna" a Roma, e nel 1952, promosso generale di corpo d'armata prestò servizio dapprima al Ministero della difesa e poi Consigliere militare del Presidente della Repubblica Giovanni Gronchi (11 maggio 1955-30 novembre 1957), oltre che Capo dell'Ufficio affari militari (11 maggio 1955-27 febbraio 1957), Capo del Servizio affari militari (28 febbraio 1957-30 novembre 1957). Il 1º dicembre 1957 fu posto in congedo per raggiunti limiti d'età.

### Annotazioni
1. ↑  Sempre appartenente al 3º Reggimento artiglieria da montagna.
2. ↑  Fu anche nominato Aiutante di campo onorario di S.M. il Re Vittorio Emanuele III in data 18 ottobre 1934.

### Fonti
1. 1 2 3 4 5 6  Generals.
2. ↑   Alberto Rovighi, Un secolo di relazioni militari tra Italia e Svizzera, 1861-1961, Roma, Stato maggiore dell'Esercito, Ufficio storico, 1987.
3. 1 2 3 4 5 6  Bianchi 2012, p. 221.
4. ↑  Gazzetta Ufficiale del Regno d'Italia n.159 del 25 giugno 1915, pag.3958.
5. 1 2 3 4  Cellelager.
6. 1 2   Bollettino ufficiale delle nomine, promozioni e destinazioni negli ufficiali e sottufficiali del R. esercito italiano e nel personale dell'amministrazione militare, 1922,  p. 1942. URL consultato il 30 dicembre 2019.
7. ↑   Bollettino ufficiale delle nomine, promozioni e destinazioni negli ufficiali e sottufficiali del R. esercito italiano e nel personale dell'amministrazione militare, 1925,  p. 937. URL consultato il 30 dicembre 2019.
8. ↑   Bollettino ufficiale delle nomine, promozioni e destinazioni negli ufficiali e sottufficiali del R. esercito italiano e nel personale dell'amministrazione militare, 1929,  p. 4016. URL consultato il 30 dicembre 2019.
9. ↑   Bollettino ufficiale delle nomine, promozioni e destinazioni negli ufficiali e sottufficiali del R. esercito italiano e nel personale dell'amministrazione militare, 1933,  p. 36. URL consultato il 30 dicembre 2019.
10. ↑   Bollettino ufficiale delle nomine, promozioni e destinazioni negli ufficiali e sottufficiali del R. esercito italiano e nel personale dell'amministrazione militare, 1934,  p. 3417. URL consultato il 30 dicembre 2019.
11. ↑  Vento 2010, p. 173.
12. ↑  Cataldi 1991, p. 1008.
13. ↑  Pacelli, Giovanetti 2018, p. 96.
14. ↑  Sito web del Quirinale: dettaglio decorato.
15. ↑  Sito web del Quirinale: dettaglio decorato.
16. ↑  Bollettino Ufficiale 24 ottobre 1919, dispensa 100ª, pagina.5999.